# Карпов, Фёдор Андреевич (посол)
Фёдор Андреевич Карпов — думный дьяк, посол Василия III в Казани.
В апреле 1519 года, совместно с воеводой Василием Юрьевичем Поджогиным, послан в Казань для утверждения на казанском престоле московского ставленника — малолетнего хана Шах-Али. Присутствовал на церемонии постановки хана на престол, активно вмешивался в внутренние дела Казанского ханства, подменяя правительство, что вызвало недовольство новым ханом и привело к его свержению весной 1521 года.
В.В. Похлебкин утверждает, что Фёдор Андреевич, будучи послом в Казани, со своим заместителем Путятой Меньшим подготовил заговор для свержения Сафа-Гирея. В конце мая 1531 года в Казани произошёл дворцовый переворот. Хан Сафа-Гирей бежал в Ногайскую Орду, а к власти, после переговоров с Москвой, пришёл брат Шах-Али — касимовский «царевич» Джан-Али. Однако в других источниках (М.Г.Худяков, В.В.Богуславский) этот переворот приписывается другому Фёдору Карпову, причем заговор был составлен при переговорах в Москве с казанской делегацией.